# Вусоногі
Вусоно́гі (Cirripedia) — група членистоногих підтипу Ракоподібні, в якій відомо 1220 видів, у тому числі балянуси (морські жолуді).

## Опис
Характеризуються в першу чергу тонкими, схожими на вусики, кінцівками. Характерною їхньою ознакою є вапнякова черепашка висотою до 40 см, в якій сховано тіло тварин у дорослому стані. Їхня личинка має три пари кінцівок і одне лобове око. Спочатку вона веде вільний спосіб життя, але потім прикріплюється до одного місця (наприклад, скелі), і в неї утворюється черепашка.
Вусоногі в більшості випадків гермафродити. Тільки у двох родів існує поділ на статі, але й тоді самці карликові, і ведуть на самках паразитичний спосіб життя.

## Спосіб життя
Всі вусоногі живуть в морі і поширені по всій Землі, де часто прикріплюються до кораблів або швидко плаваючих тварин. Живляться вусоногі інфузоріями, радіоляріями і найдрібнішими личинками.
Перешкоджають морській сейсморозвідці — особливо в тропічних морях. Прикріплюються до сейсмічних кіс і навісного устаткування, порушують балансування, створюють шуми. Будучи морськими тваринами, вусоногі раки можуть подовгу залишатися поза водою, щільно закриваючи свою черепашку. Тому деяких вусоногих є можливість зустріти прикріпленими на таких місцях біля берега, куди вода потрапляє нечасто.

## Класифікація
Інфраклас включає близько 1220 відомих видів.
- - Надряд Acrothoracica Gruvel, 1905
    - Ряд Pygophora Berndt, 1907
    - Ряд Apygophora Berndt, 1907

  - Надряд Rhizocephala Müller, 1862
    - Ряд Kentrogonida Delage, 1884
    - Ряд Akentrogonida Häfele, 1911

  - Надряд Thoracica Darwin, 1854
    - Ряд Pedunculata Lamarck, 1818
    - Ряд Sessilia Lamarck, 1818